# Campeonato Africano de Corta-Mato de 2024
O Campeonato Africano de Corta-Mato de 2024 foi a 6ª edição da competição, organizada pela Confederação Africana de Atletismo no dia 25 de fevereiro de 2024. Teve como sede o campo de golfe Yasmine Hammamet, em Hammamet, na Tunísia, sendo disputadas 5 categorias entre sênior e júnior, com domínio do Quênia em quase todas as categorias. Originalmente o evento foi programado para 2020 em Togo, porem a competição foi adiada por quatro anos devido à Pandemia de COVID-19 na África, com isso o local foi transferido. Esperava-se originalmente que 12 países competissem, mas 116 atletas de 9 países realmente competiram.

## Quadro de medalhas
O quadro de medalhas foi publicado. 
| Ordem | País     | Medalha de ouro | Medalha de prata | Medalha de bronze | Total |
| ----- | -------- | --------------- | ---------------- | ----------------- | ----- |
| 1     | Quênia   | 7               | 4                | 1                 | 12    |
| 2     | Etiópia  | 2               | 5                | 3                 | 10    |
| 3     | Marrocos | 0               | 0                | 4                 | 4     |
| 4     | Uganda   | 0               | 0                | 1                 | 1     |
| Total | Total    | 9               | 9                | 9                 | 27    |

## Medalhistas
Esses foram os resultados do campeonato. 
| Evento                  | Ouro                          | Ouro     | Prata                           | Prata    | Bronze                    | Bronze   |
| ----------------------- | ----------------------------- | -------- | ------------------------------- | -------- | ------------------------- | -------- |
| Sênior masculino 10 km  | Vincent Kibet Langat · Quênia | 28:32    | Naibei Kiplimo Mayebei · Quênia | 28:41    | Gemechu Dida · Etiópia    | 28:58    |
| Equipe masculina sênior | Quênia                        | 15 pts   | Etiópia                         | 27 pts   | Uganda                    | 46 pts   |
| Sênior feminino 10 km   | Cintia Chepngeno · Quênia     | 32:32    | Virginia Nyambura · Quênia      | 32:34    | Degitu Azimeraw · Etiópia | 33:04    |
| Equipe feminina sênior  | Quênia                        | 13 pts   | Etiópia                         | 25 pts   | Marrocos                  | 60 pts   |
| Revezamento misto       | Quênia                        | 23:29.13 | Etiópia                         | 23:46.41 | Marrocos                  | 23:49.57 |
| Sub-20 masculino 8 km   | Gideon Kipngetich · Quênia    | 23:17    | Joash Ruto · Quênia             | 23:18    | Titus Kiprotich · Quênia  | 23:19    |
| Equipe masculina sub-20 | Quênia                        | 10 pts   | Etiópia                         | 29 pts   | Marrocos                  | 57 pts   |
| Sub-20 feminino 6 km    | Robe Dida · Etiópia           | 21:00    | Yenenesh Shimket · Etiópia      | 21:01    | Tinebeb Asres · Etiópia   | 21:01    |
| Equipe feminina sub-20  | Etiópia                       | 10 pts   | Quênia                          | 32 pts   | Marrocos                  | 58 pts   |

## Resultados
Os 10 primeiros em cada categoria são listados a seguir.  

### Sênior
| Posição           | Atleta                  | Nacionalidade | Tempo | Notas |
| ----------------- | ----------------------- | ------------- | ----- | ----- |
| Medalha de ouro   | Vincent Kibet Langat    | Quênia        | 28:32 |       |
| Medalha de prata  | Naibei Kiplimo Mayebei  | Quênia        | 28:41 |       |
| Medalha de bronze | Gemechu Dida            | Etiópia       | 28:58 |       |
| 4                 | Abel Chebet             | Uganda        | 29:02 |       |
| 5                 | Vincent Kimaiyo         | Quênia        | 29:05 |       |
| 6                 | Adisu Negash            | Etiópia       | 29:13 |       |
| 7                 | Brian Bushendich        | Quênia        | 29:15 |       |
| 8                 | Dinkalem Ayele          | Etiópia       | 29:16 |       |
| 9                 | Fredrick Yeko Domongole | Quênia        | 29:16 |       |
| 10                | Enyew Nigate            | Etiópia       | 29:31 |       |

| Posição           | Atleta                   | Nacionalidade | Tempo | Notas |
| ----------------- | ------------------------ | ------------- | ----- | ----- |
| Medalha de ouro   | Cintia Chepngeno         | Quênia        | 32:32 |       |
| Medalha de prata  | Virginia Nyambura Nganga | Quênia        | 32:34 |       |
| Medalha de bronze | Degitu Azimeraw          | Etiópia       | 33:04 |       |
| 4                 | Gladys Kwamboka          | Quênia        | 33:11 |       |
| 5                 | Anchinalu Dessie         | Etiópia       | 33:26 |       |
| 6                 | Caren Chebet             | Quênia        | 33:40 |       |
| 7                 | Beatrice Nyaboke Begi    | Quênia        | 33:51 |       |
| 8                 | Tsige Haileslase         | Etiópia       | 34:07 |       |
| 9                 | Gelaw Yalga Sewagegn     | Etiópia       | 34:07 |       |
| 10                | Sandrafelis Chebet       | Quênia        | 34:18 |       |

### Sub-20
| Posição           | Atleta                  | Nacionalidade | Tempo | Notas |
| ----------------- | ----------------------- | ------------- | ----- | ----- |
| Medalha de ouro   | Gideon Kipngetich       | Quênia        | 23:17 |       |
| Medalha de prata  | Joash Ruto              | Quênia        | 23:18 |       |
| Medalha de bronze | Titus Kiprotich         | Quênia        | 23:19 |       |
| 4                 | Simon Maywa             | Quênia        | 23:22 |       |
| 5                 | Hagos Eyob              | Etiópia       | 23:25 |       |
| 6                 | Clinton Kimutai Ngetich | Quênia        | 23:30 |       |
| 7                 | Abdisa Fayisa           | Etiópia       | 23:36 |       |
| 8                 | Simachew Sewnet         | Etiópia       | 23:47 |       |
| 9                 | Regasa Seyoum Beharu    | Etiópia       | 24:04 |       |
| 10                | Nibret Kinde            | Etiópia       | 24:08 |       |

| Posição           | Atleta              | Nacionalidade | Tempo | Notas |
| ----------------- | ------------------- | ------------- | ----- | ----- |
| Medalha de ouro   | Robe Dida           | Etiópia       | 21:00 |       |
| Medalha de prata  | Yenenesh Shimket    | Etiópia       | 21:01 |       |
| Medalha de bronze | Tinebeb Asres       | Etiópia       | 21:01 |       |
| 4                 | Mekedes Alemeshete  | Etiópia       | 21:03 |       |
| 5                 | Abera Olekaba Kokbe | Etiópia       | 21:04 |       |
| 6                 | Judy Chepkoech      | Quênia        | 21:04 |       |
| 7                 | Marion Jepngetich   | Quênia        | 21:06 |       |
| 8                 | Bude Almaz Yohannis | Etiópia       | 21:08 |       |
| 9                 | Lucy Nduta          | Quênia        | 21:10 |       |
| 10                | Sharon Chepkemoi    | Quênia        | 21:12 |       |

### Misto
| Posição           | Nacionalidade | Atletas | Tempo    |
| ----------------- | ------------- | ------- | -------- |
| Medalha de ouro   | Quênia        |         | 23:29.13 |
| Medalha de prata  | Etiópia       |         | 23:46.41 |
| Medalha de bronze | Marrocos      |         | 23:49.57 |
| 4.                | Tunísia       |         | 24:55.05 |